# 경구개 설측 접근음
경구개 설측 접근음은 자음의 종류 중 하나다. 앞혀와 경구개로 혀의 중앙을 막고, 혀의 양 옆으로 공기를 통과시켜 내는 소리다. 국제 음성 기호에서는 이 소리를 소문자를 돌린 모양인 y로 나타낸다.

## 발음의 예

### 경구개음
- 세르보크로아트어: 키릴 문자 표기의 Љ, 라틴 문자 표기의 lj에서 이 소리가 난다.
- 바스크어, 아라곤어, 케추아어족, 마푸체어: ll에서 이 소리가 난다.
- 오크어, 브르타뉴어: lh에서 이 소리가 난다.
- 라트비아어: ļ에서 이 소리가 난다.
- 한국어의 서울 방언: /i, j/ 및 치경구개 자음의 변이음 앞의 ㄹ에서 이 소리가난다.

### 치경구개음
- 카탈루냐어: ll에서 이 소리가 난다.
- 유럽 포르투갈어: lh에서 이 소리가 난다.
- 이탈리아어: gl이 i 앞에 올 때 이런 소리가 난다.

### 후치경음
- 현대 그리스어: λι에서 이 소리가 난다.

## 한글 표기
- 이탈리아어: i 앞에서는 'ㄹㄹ'로, 나머지에서는 '글ㄹ'로 적는다.
- 포르투갈어: 'ㄹ리'로 쓰되 뒤따르는 모음과 합쳐 한 음절로 적는다.
- 세르보크로아트어: e를 제외한 모음 앞에서 'ㄹ, ㄹ리'로 쓰고 뒤따르는 모음과 합쳐 한 음절로 적는다. 어말에서는 'ㄹ'로 적는다.